# Masakr v Ba Chúc

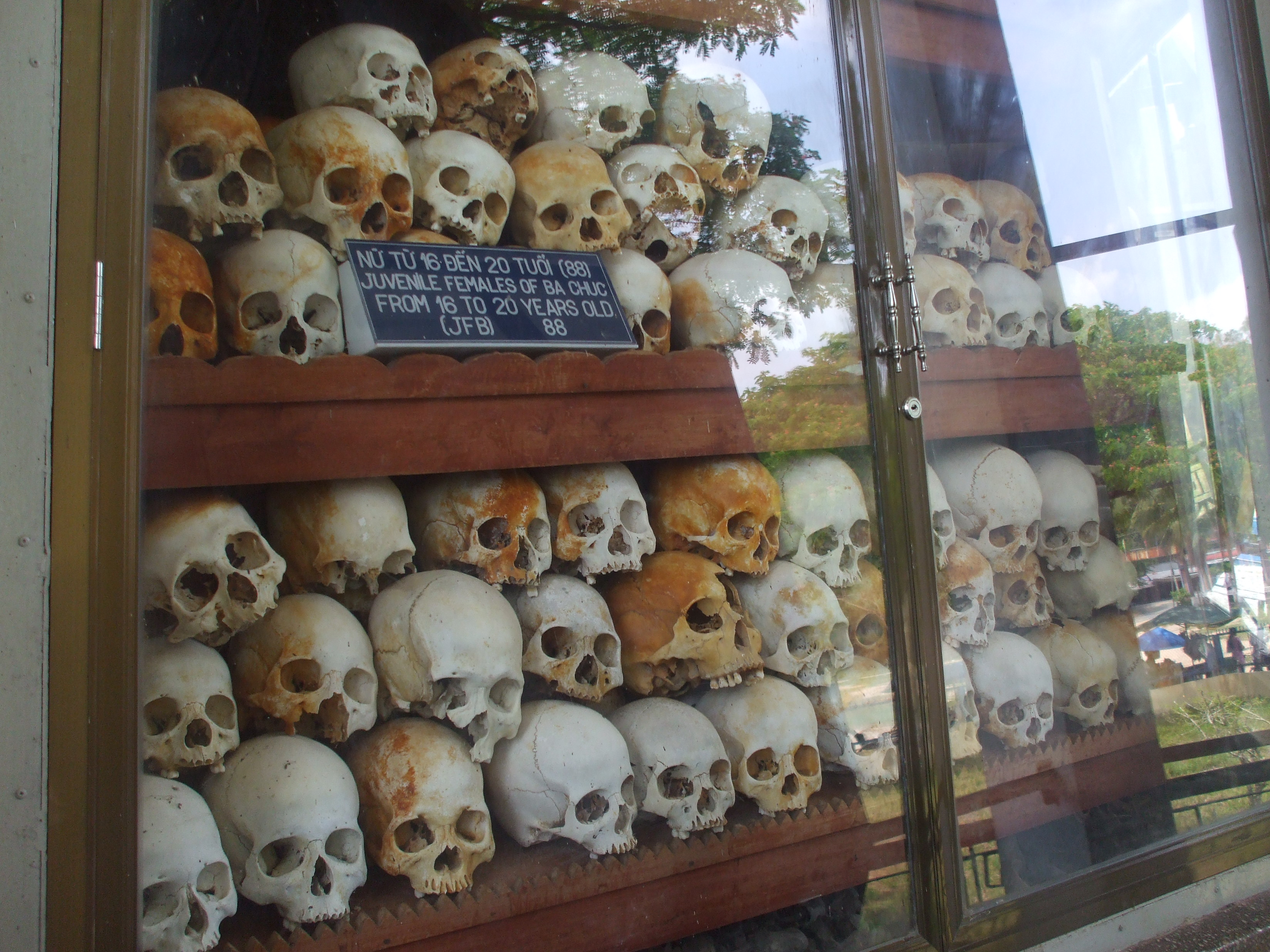
Lebky osob zabitých během masakru v Ba Chúc

Masakr v Ba Chúc byl masakr v obci Ba Chúc v jižním Vietnamu, ke kterému došlo 18. dubna 1978. Provedly jej jednotky Rudých Khmerů. Zabito bylo celkem 3 157 lidí, pouze dva obyvatelé obce přežili. Tento masakr byl jedním z podnětů pro vietnamskou invazi do Kambodže.